# Wincanton Classic de 1991
A 3.ª edição da Wincanton Classic teve lugar a 4 de agosto de 1991. Conseguida pelo Belga Eric Van Lancker, da equipa Panasonic-Sportlife, é a sexta prova da Copa do mundo.

## Classificação final
| Pos. | Ciclista           | Equipa               | Tempo          |
| ---- | ------------------ | -------------------- | -------------- |
| 1    | Eric Van Lancker   | Panasonic-Sportlife  | 6 h 16 min 5 s |
| 2    | Rolf Gölz          | Ariostea             | + 29 s         |
| 3    | Jan Goessens       | Weinmann-Eddy Merckx | + 44 s         |
| 4    | Gilles Delion      | Helvetia-Suisse      | m.t.           |
| 5    | Maurizio Fondriest | Panasonic-Sportlife  | m.t.           |
| 6    | Steven Rooks       | Buckler              | m.t.           |
| 7    | Marc Madiot        | RMO                  | m.t.           |
| 8    | Luc Leblanc        | Castorama            | m.t.           |
| 9    | Claudio Chiappucci | Carrera-Vagabond     | m.t.           |
| 10   | Frans Maassen      | Buckler              | m.t.           |